# Đại Khánh
Đại Khánh (大庆市) là một địa cấp thị của tỉnh Hắc Long Giang, Cộng hòa Nhân dân Trung Hoa. Tổng dân số 2,58 triệu người, trong đó đô thị là 1,184 triệu, chủ yếu là dân tộc Hán và 31 dân tộc thiểu số khác như Mãn Châu, Mông Cổ, Triều Tiên và Hồi. Mật độ dân số là 112,69 người/km², mật độ đô thị là 205,07 người/km².

## Các đơn vị hành chính
Địa cấp thị Đại Khánh quản lý các đơn vị cấp huyện sau:

### Các quận nội thành
Các quận sau:
- Tát Nhĩ Đồ (萨尔图区)
- Hồng Cương (红岗区)
- Long Phượng (龙凤区)
- Nhượng Hồ Lộ (让胡路区)
- Đại Đồng (大同区)

### Các huyện
Các huyện:
- Lâm Điện (林甸县)
- Triệu Châu (肇州县)
- Triệu Nguyên (肇源县)
- Huyện tự trị dân tộc Mông Cổ Đỗ Nhĩ Bá Đặc (杜尔伯特蒙古族自治县)